# Veldin Karić
Veldin Karić (Slavonski Brod, 16 novembre 1973) è un ex calciatore croato.

## Carriera

### Club
Nato a Slavonski Brod ha iniziato a muovere i primi passi nel FK Polet 1926 di Bosanski Brod. Continua l'attività giovanile con il Željezničar con il quale dopo due anni esordisce in prima squadra. Con la squadra bosniaca firma un contratto quadriennale però con l'arrivo delle guerra la sua carriera prende una strada inaspettata, nel 1992 viene arrestato a Sarajevo dall'JNA e portato a Pale per essere giustiziato.
Fortunatamente intervenne il suo ex allenatore Nenad Starovlah che lo salvò, però la condizione per non essere giustiziato era di giocare a Novi Sad per il Vojvodina, costretto ad accettare pena la vita intraprese la nuova avventura calcistica.
Rimase a nel Vojvodina per 6 mesi per poi riuscire a varcare il confine con la Croazia e voltare pagina iniziando a giocare per il Marsonia.
Nell'autunno 1995 si trasferì al Torino fra il grande entusiasmo dei tifosi come sostituto di Hakan Şükür non riuscendo però a mantenere le aspettative. Fu un'annata dura per la squadra torinese la quale a fine stagione retrocesse i Serie B e fu costretta a dare in prestito il calciatore croato al Lugano.
Nel 1997 Karić ritornò in patria trasferendosi al Varteks con il quale raggiunse tre finali di Coppa di Croazia e un terzo posto in 1. HNL nella stagione 2002-03. 
A Varaždin rimase fino al 2004, anno in cui si trasferì nel Dinamo Zagabria.

### Nazionale
Giocò tre partite con i mladi vatreni segnando anche una rete, esordì con la nazionale maggiore nel 2001 in amichevole contro la Corea del Sud. L'ultima partita con la nazionale la disputò nel 2003 a Sebenico in amichevole contro la Macedonia del Nord.

## Statistiche

### Cronologia presenze e reti in nazionale
| Cronologia completa delle presenze e delle reti in nazionale ― Croazia | Cronologia completa delle presenze e delle reti in nazionale ― Croazia | Cronologia completa delle presenze e delle reti in nazionale ― Croazia | Cronologia completa delle presenze e delle reti in nazionale ― Croazia | Cronologia completa delle presenze e delle reti in nazionale ― Croazia | Cronologia completa delle presenze e delle reti in nazionale ― Croazia | Cronologia completa delle presenze e delle reti in nazionale ― Croazia | Cronologia completa delle presenze e delle reti in nazionale ― Croazia |
| Data                                                                   | Città                                                                  | In casa                                                                | Risultato                                                              | Ospiti                                                                 | Competizione                                                           | Reti                                                                   | Note                                                                   |
| ---------------------------------------------------------------------- | ---------------------------------------------------------------------- | ---------------------------------------------------------------------- | ---------------------------------------------------------------------- | ---------------------------------------------------------------------- | ---------------------------------------------------------------------- | ---------------------------------------------------------------------- | ---------------------------------------------------------------------- |
| 10-11-2001                                                             | Seul                                                                   | Corea del Sud                                                          | 2 – 0                                                                  | Croazia                                                                | Amichevole                                                             | -                                                                      | 56’ 73’                                                                |
| 13-11-2001                                                             | Gwangju                                                                | Corea del Sud                                                          | 1 – 1                                                                  | Croazia                                                                | Amichevole                                                             | -                                                                      | 61’                                                                    |
| 9-2-2003                                                               | Sebenico                                                               | Croazia                                                                | 2 – 2                                                                  | Macedonia                                                              | Amichevole                                                             | -                                                                      | 46’                                                                    |
| Totale                                                                 |                                                                        | Presenze                                                               | 3                                                                      |                                                                        | Reti                                                                   | 0                                                                      |                                                                        |

| Cronologia completa delle presenze e delle reti in nazionale ― Croazia under 21 | Cronologia completa delle presenze e delle reti in nazionale ― Croazia under 21 | Cronologia completa delle presenze e delle reti in nazionale ― Croazia under 21 | Cronologia completa delle presenze e delle reti in nazionale ― Croazia under 21 | Cronologia completa delle presenze e delle reti in nazionale ― Croazia under 21 | Cronologia completa delle presenze e delle reti in nazionale ― Croazia under 21 | Cronologia completa delle presenze e delle reti in nazionale ― Croazia under 21 | Cronologia completa delle presenze e delle reti in nazionale ― Croazia under 21 |
| Data                                                                            | Città                                                                           | In casa                                                                         | Risultato                                                                       | Ospiti                                                                          | Competizione                                                                    | Reti                                                                            | Note                                                                            |
| ------------------------------------------------------------------------------- | ------------------------------------------------------------------------------- | ------------------------------------------------------------------------------- | ------------------------------------------------------------------------------- | ------------------------------------------------------------------------------- | ------------------------------------------------------------------------------- | ------------------------------------------------------------------------------- | ------------------------------------------------------------------------------- |
| 18-5-1994                                                                       | Győr                                                                            | Croazia under 21                                                                | 1 – 1                                                                           | Ungheria under 21                                                               | Amichevole                                                                      | 1                                                                               | 64’                                                                             |
| 5-10-1995                                                                       | Varaždin                                                                        | Croazia under 21                                                                | 2 – 2                                                                           | Italia under 21                                                                 | Qual. Europeo Under-21 1996                                                     | -                                                                               |                                                                                 |
| 14-11-1995                                                                      | Celje                                                                           | Slovenia under 21                                                               | 4 – 2                                                                           | Croazia under 21                                                                | Qual. Europeo Under-21 1996                                                     | -                                                                               |                                                                                 |
| Totale                                                                          |                                                                                 | Presenze                                                                        | 3                                                                               |                                                                                 | Reti                                                                            | 1                                                                               |                                                                                 |